# Rikke Olsen
Rikke Olsen (* 19. April 1975 in Søndre Roskilde, verheiratete Rikke Siegemund) ist eine dänische Badmintonspielerin. Sie ist mit dem deutschen Badmintonspieler Björn Siegemund verheiratet. Ihre Schwester Lotte Olsen ist ebenfalls Badmintonspielerin.

## Karriere
Sie erlernte das Badmintonspiel in ihrer Heimat Karlslunde. Für den dortigen Verein erkämpfte sie 1987 ihren ersten Nachwuchstitel in Dänemark. 1992 wurde sie dänische Juniorenmeisterin, 1994 erstmals dänische Meisterin bei den Erwachsenen im Mixed, mittlerweile für Kastrup-Magleby startend. Sie gewann bei den vier Weltmeisterschaften von 1995 bis 2001 jeweils eine Bronzemedaille. Rikke Olsen nahm an den Olympischen Spielen 2004 teil, wo sie im Damendoppel im Viertelfinale ausschied. Im Mixed verlor sie mit Jonas Rasmussen das Spiel um Bronze und belegte den vierten Platz.

## Erfolge
| Saison    | Veranstaltung                                    | Disziplin   | Platz | Name |
| --------- | ------------------------------------------------ | ----------- | ----- | --- |
| 1986/1987 | Dänemark: Einzelmeisterschaften der Junioren U13 | Damendoppel | 1     | Rikke Olsen, Karlslunde / Helle Bo Nielsen, Greve |
| 1988/1989 | Dänemark: Einzelmeisterschaften der Junioren U15 | Damendoppel | 1     | Helle Bo Nielsen, Greve / Rikke Olsen, Karlslunde |
| 1990/1991 | Dänemark: Einzelmeisterschaften der Junioren U17 | Damendoppel | 1     | Rikke Olsen, Karlslunde / Helle Bo Nielsen, Greve |
| 1990/1991 | Dänemark: Einzelmeisterschaften der Junioren U17 | Dameneinzel | 1     | Rikke Olsen, Karlslunde |
| 1991/1992 | Dänemark: Einzelmeisterschaften der Junioren U19 | Dameneinzel | 1     | Rikke Olsen, Greve BK |
| 1992      | Nordische Juniorenmeisterschaften                | Mixed       | 1     | Thomas Damgaard / Rikke Olsen |
| 1992      | Weltmeisterschaften der Junioren                 | Mixed       | 1     | Jim Laugesen / Rikke Olsen |
| 1992      | Nordische Juniorenmeisterschaften                | Damendoppel | 1     | Rikke Olsen / Mette Sørensen |
| 1992/1993 | Dänemark: Einzelmeisterschaften der Junioren U19 | Damendoppel | 1     | Rikke Olsen, Greve / Mette Sørensen, Triton |
| 1993      | Dutch Juniors                                    | Mixed       | 1     | Janek Roos / Rikke Olsen |
| 1993      | Europameisterschaft der Junioren                 | Damendoppel | 1     | Mette Sørensen / Rikke Olsen |
| 1993      | Europameisterschaft der Junioren                 | Dameneinzel | 3     | Rikke Olsen |
| 1993/1994 | EBU Circuit                                      | Damendoppel | 1     | Rikke Olsen |
| 1993/1994 | Dänemark: Einzelmeisterschaften                  | Mixed       | 1     | Jon Holst-Christensen, Lillerød / Rikke Olsen, Kastrup-Magleby |
| 1994      | Kanada: Internationale Meisterschaften           | Damendoppel | 1     | Rikke Olsen / Helene Kirkegaard |
| 1994      | French Open                                      | Damendoppel | 1     | Rikke Olsen / Helene Kirkegaard |
| 1994      | Portugal: Internationale Meisterschaften         | Mixed       | 1     | M. L. Hansen / Rikke Olsen |
| 1994      | Portugal: Internationale Meisterschaften         | Damendoppel | 1     | Rikke Olsen / Helene Kirkegaard |
| 1994/1995 | Dänemark: Einzelmeisterschaften                  | Damendoppel | 1     | Helene Kirkegaard, Lillerød / Rikke Olsen, Kastrup-Magleby |
| 1994/1995 | Dänemark: Einzelmeisterschaften                  | Mixed       | 1     | Jon Holst-Christensen, Lillerød / Rikke Olsen, Kastrup-Magleby |
| 1995      | All England                                      | Mixed       | 2     | Jon Holst-Christensen / Rikke Olsen |
| 1995      | Swiss Open                                       | Mixed       | 2     | Jon Holst-Christensen / Rikke Olsen |
| 1995      | Swiss Open                                       | Damendoppel | 1     | Helene Kirkegaard / Rikke Olsen |
| 1995      | Nordische Meisterschaften                        | Damendoppel | 1     | Rikke Olsen / Helene Kirkegaard |
| 1995      | Nordische Meisterschaften                        | Mixed       | 1     | Michael Søgaard / Rikke Olsen |
| 1995      | Weltmeisterschaft                                | Damendoppel | 3     | Rikke Olsen / Helene Kirkegaard |
| 1996      | Swiss Open                                       | Damendoppel | 2     | Helene Kirkegaard / Rikke Olsen |
| 1996      | Schweden: Internationale Meisterschaften         | Damendoppel | 1     | Helene Kirkegaard / Rikke Olsen |
| 1996      | Russland: Internationale Meisterschaften         | Damendoppel | 1     | Helene Kirkegaard / Rikke Olsen |
| 1996      | Europameisterschaft                              | Mixed       | 1     | Michael Soegaard / Rikke Olsen |
| 1996      | Europameisterschaft                              | Damendoppel | 2     | Rikke Olsen / Helene Kirkegaard |
| 1996      | All England                                      | Damendoppel | 2     | Helene Kirkegaard / Rikke Olsen |
| 1996/1997 | Dänemark: Internationale Meisterschaften         | Damendoppel | 1     | Rikke Olsen / Helene Kirkegaard |
| 1996/1997 | Dänemark: Internationale Meisterschaften         | Mixed       | 1     | Michael Søgaard / Rikke Olsen |
| 1996/1997 | Deutschland: Internationale Meisterschaften      | Mixed       | 2     | Michael Søgaard / Rikke Olsen |
| 1996/1997 | Deutschland: Internationale Meisterschaften      | Damendoppel | 1     | Rikke Olsen / Helene Kirkegaard |
| 1997      | Thailand Open                                    | Mixed       | 1     | Michael Søgaard / Rikke Olsen |
| 1997      | Thailand Open                                    | Damendoppel | 3     | Helene Kirkegaard / Rikke Olsen |
| 1997      | Russland: Internationale Meisterschaften         | Damendoppel | 1     | Helene Kirkegaard / Rikke Olsen |
| 1997      | Weltmeisterschaft                                | Mixed       | 3     | Michael Sogaard / Rikke Olsen |
| 1997      | Swiss Open                                       | Damendoppel | 3     | Helene Kirkegaard / Rikke Olsen |
| 1997      | Nordische Meisterschaften                        | Damendoppel | 1     | Rikke Olsen / Helene Kirkegaard |
| 1997      | All England                                      | Damendoppel | 3     | Helene Kirkegaard / Rikke Olsen |
| 1997      | Japan Open                                       | Mixed       | 3     | Michael Søgaard / Rikke Olsen |
| 1997      | Taiwan Open                                      | Mixed       | 3     | Michael Søgaard / Rikke Olsen |
| 1997      | Taiwan Open                                      | Damendoppel | 3     | Park Soo-yun / Yim Kyung-jin |
| 1997/1998 | Dänemark: Internationale Meisterschaften         | Mixed       | 2     | Michael Søgaard / Rikke Olsen |
| 1997/1998 | Dänemark: Einzelmeisterschaften                  | Mixed       | 1     | Michael Søgaard / Rikke Olsen, Kastrup-Magleby |
| 1997/1998 | Dänemark: Einzelmeisterschaften                  | Damendoppel | 1     | Rikke Olsen, Kastrup-Magleby / Marlene Thomsen, Skovshoved IF |
| 1998      | Europameisterschaft                              | Mixed       | 1     | Michael Søgaard / Rikke Olsen |
| 1998      | Indonesian Open                                  | Mixed       | 2     | Michael Søgaard / Rikke Olsen |
| 1998      | Japan Open                                       | Mixed       | 3     | Michael Søgaard / Rikke Olsen |
| 1998      | Swiss Open                                       | Damendoppel | 2     | Marlene Thomsen / Rikke Olsen |
| 1998      | Europameisterschaft                              | Damendoppel | 1     | Rikke Olsen / Marlene Thomsen |
| 1998      | Brunei Open                                      | Damendoppel | 2     | Marlene Thomsen / Rikke Olsen |
| 1998      | Brunei Open                                      | Mixed       | 2     | Michael Søgaard / Rikke Olsen |
| 1998      | Swiss Open                                       | Mixed       | 1     | Michael Søgaard / Rikke Olsen |
| 1998      | Malaysian Open                                   | Damendoppel | 1     | Marlene Thompson / Rikke Olsen |
| 1998      | Hong Kong Open                                   | Mixed       | 1     | Michael Søgaard / Rikke Olsen |
| 1998      | All England                                      | Mixed       | 2     | Michael Søgaard / Rikke Olsen |
| 1998      | Indonesian Open                                  | Damendoppel | 2     | Marlene Thomsen / Rikke Olsen |
| 1998/1999 | Dänemark: Internationale Meisterschaften         | Mixed       | 2     | Michael Søgaard / Rikke Olsen |
| 1998/1999 | Dänemark: Einzelmeisterschaften                  | Mixed       | 1     | Michael Søgaard / Rikke Olsen, Kastrup-Magleby |
| 1999      | Weltmeisterschaft                                | Mixed       | 3     | Michael Søgaard / Rikke Olsen |
| 1999      | All England                                      | Mixed       | 3     | Michael Søgaard / Rikke Olsen |
| 1999      | Swiss Open                                       | Mixed       | 2     | Michael Søgaard / Rikke Olsen |
| 1999      | Thailand Open                                    | Mixed       | 2     | Michael Søgaard / Rikke Olsen |
| 1999      | All England                                      | Damendoppel | 3     | Ann Jørgensen / Rikke Olsen |
| 1999      | Swiss Open                                       | Damendoppel | 1     | Mette Sørensen / Rikke Olsen |
| 1999      | Malaysian Open                                   | Mixed       | 1     | Michael Søgaard / Rikke Olsen |
| 1999      | Indonesian Open                                  | Mixed       | 3     | Michael Søgaard / Rikke Olsen |
| 1999      | Indonesian Open                                  | Damendoppel | 1     | Helene Kirkegaard / Rikke Olsen |
| 1999      | Taiwan Open                                      | Damendoppel | 1     | Helene Kirkegaard / Rikke Olsen |
| 1999/2000 | Dänemark: Einzelmeisterschaften                  | Damendoppel | 1     | Helene Kirkegaard, Lillerød / Rikke Olsen, Kastrup Magleby |
| 1999/2000 | Dänemark: Einzelmeisterschaften                  | Mixed       | 1     | Michael Søgaard / Rikke Olsen, Kastrup Magleby |
| 2000      | Europameisterschaft                              | Damendoppel | 2     | Rikke Olsen / Helene Kirkegaard |
| 2000      | Europameisterschaft                              | Mixed       | 1     | Michael Søgaard / Rikke Olsen |
| 2000      | Europameisterschaft                              | Mannschaft  | 1     | Dänemark (Peter Gade, Poul-Erik Høyer Larsen, Kenneth Jonassen, Jens Eriksen, Jesper Larsen, Camilla Martin, Mette Sørensen, Rikke Olsen, Helene Kirkegaard, Michael Søgaard) |
| 2000      | Niederlande: Internationale Meisterschaften      | Damendoppel | 1     | Helene Kirkegard / Rikke Olsen |
| 2000      | Indonesian Open                                  | Mixed       | 2     | Michael Søgaard / Rikke Olsen |
| 2000      | Taiwan Open                                      | Damendoppel | 2     | Rikke Olsen / Helene Kirkegaard |
| 2000      | Taiwan Open                                      | Mixed       | 1     | Michael Søgaard / Rikke Olsen |
| 2000/2001 | Dänemark: Einzelmeisterschaften                  | Mixed       | 1     | Michael Søgaard / Rikke Olsen, Kastrup Magleby |
| 2000/2001 | Dänemark: Einzelmeisterschaften                  | Damendoppel | 1     | Helene Kirkegaard, Lillerød / Rikke Olsen, Kastrup Magleby |
| 2000/2001 | Deutschland: Internationale Meisterschaften      | Damendoppel | 1     | Rikke Olsen / Helene Kirkegaard |
| 2000/2001 | Deutschland: Internationale Meisterschaften      | Mixed       | 1     | Michael Søgaard / Rikke Olsen |
| 2000/2001 | Dänemark: Internationale Meisterschaften         | Mixed       | 1     | Michael Søgaard / Rikke Olsen |
| 2001      | Weltmeisterschaft                                | Mixed       | 3     | Michael Sogaard / Rikke Olsen |
| 2001      | Swiss Open                                       | Damendoppel | 2     | Helene Kirkegaard / Rikke Olsen |
| 2001      | Swiss Open                                       | Mixed       | 2     | Michael Søgaard / Rikke Olsen |
| 2001      | China: Internationale Meisterschaften            | Mixed       | 2     | Michael Søgaard / Rikke Olsen |
| 2001      | All England                                      | Mixed       | 2     | Michael Søgaard / Rikke Olsen |
| 2001/2002 | Dänemark: Einzelmeisterschaften                  | Mixed       | 1     | Michael Søgaard / Rikke Olsen, KMB |
| 2001/2002 | Dänemark: Internationale Meisterschaften         | Damendoppel | 1     | Rikke Olsen / Helene Kirkegaard |
| 2001/2002 | Deutschland: Internationale Meisterschaften      | Mixed       | 1     | Michael Søgaard / Rikke Olsen |
| 2002      | Niederlande: Internationale Meisterschaften      | Damendoppel | 1     | Rikke Olsen / Ann-Lou Jørgensen |
| 2002      | China: Internationale Meisterschaften            | Mixed       | 3     | Jonas Rasmussen / Rikke Olsen |
| 2002      | All England                                      | Mixed       | 3     | Michael Søgaard / Rikke Olsen |
| 2002/2003 | Dänemark: Einzelmeisterschaften                  | Damendoppel | 1     | Rikke Olsen / Ann-Lou Jørgensen (KMB) |
| 2003      | All England                                      | Damendoppel | 3     | Ann-Lou Jørgensen / Rikke Olsen |
| 2003      | All England                                      | Mixed       | 3     | Jonas Rasmussen / Rikke Olsen |
| 2003/2004 | Dänemark: Einzelmeisterschaften                  | Damendoppel | 1     | Rikke Olsen / Ann-Lou Jørgensen, KMB |
| 2003/2004 | Deutschland: Internationale Meisterschaften      | Mixed       | 1     | Carsten Mogensen / Rikke Olsen |
| 2004/2005 | Dänemark: Einzelmeisterschaften                  | Damendoppel | 1     | Rikke Olsen, KMB / Mette Schjoldager, Hvidovre |